# Šumski čistac
Šumski čistac (lat. Stachys sylvatica) je biljka iz porodice Lamiaceae. Raste u Europi i Zapadnoj Aziji. Kod nas raste po šumama.

## Uporaba u narodnoj medicini
U prošlosti se biljka korištena za giht, bolesti želuca i jetre. Pripravci biljke imaju sedativni učinak na središnji živčani sustav, smanjuju krvni tlak, povećavaju tonus i ojačavaju kontrakcije maternice, poput preparata ražove glavnice i jačaju kontrakcije srca. Pripravci su korišteni i u ginekološkoj praksi u postpartum periodu (za krvarenje i atoniju maternice), kao i za krvarenja maternice različitih uzroka.

## Jestivost
Mlada biljka je jestiva a jestivi su i cvjetovi.

## Sastav
Nadzemni dio biljke sadrži betainske derivate  - stahidrin, betonicin, turicin, trigonelin. Osim toga, sadrži kolin, alantoin, kao i tanine, smole, eterično ulje, askorbinsku kiselinu (0,085%) i organske kiseline. U sjemenu je pronađeno masno ulje (28,15%).
Proizvodnja eteričnog ulja iz cvjetnih izbojaka od 0,05%. U suhom cvijeću, lišću i gornjem dijelu stabljike, ona sadrži 0,08%, u svježim - 0,23-0,38%.

## Vanjske poveznice
https://pfaf.org/user/Plant.aspx?LatinName=Stachys+sylvatica